# 2020年航空
此條目列出2020年發生有關航空運輸的事件。

## 事件

### 1月
- 1月2日：發生2020年中華民國空軍UH-60M黑鷹直升機墜毀事故，導致8人死亡。
- 1月8日：發生烏克蘭國際航空752號班機空難，導致機上176人全部罹難。
- 1月14日：發生達美航空89號航班迫降事件，機上沒有人受傷，地面56人燒灼傷。
- 1月25日：波音777X進行首飛。[1]
- 1月26日：發生2020年卡拉巴薩斯S-76B墜毀事故，導致機上9人全部罹難。
- 1月27日：發生2020年阿富汗加茲尼省墜機事件，導致機上5人全部罹難。

### 2月
- 2月5日：發生飛馬航空2193號班機空難，導致機上3人死亡179人受傷。

### 3月
- 3月5日：弗萊比航空受疫情影響宣佈破產，一度倒閉。
- 3月13日：受疫情影響，美國實施對歐洲的旅遊禁令。隨後多個國家陸續宣佈類似禁令。
- 3月29日：發生2020年IAI西風商務機墜毀事故，導致機上8人全部罹難。
- 3月30日：發生2020年3月解放軍駐港部隊直升機失事事故。

### 4月
- 4月5日：美國指南針航空停運。

### 5月
- 5月22日：發生巴基斯坦國際航空8303號班機空難，導致機上98人死亡，地面也有1人死亡。

### 6月
- 6月13日：紐約州紐約市拉瓜迪亞機場新的B客運大樓啟用。
- 6月17日：阿根廷南美航空停運。

### 7月
- 7月1日:经过1500小时的飞行测试和三架原型机的演示飞行后，空巴H160型直升机（英语：Airbus Helicopters H160）于2020年7月1日获得欧洲航空安全局的认证，同年获得美国联邦航空局认证并交付给美国客户。[2]

### 8月
- 8月7日：發生印度快運航空1344號班機空難，導致機上21人死亡167人受傷。
- 8月22日：發生2020年西南航空安托諾夫安-26墜毀事故，導致機上8人死亡1人受傷。
- 8月28日：廣西壯族自治區玉林市玉林福綿機場啟用。

### 9月
- 9月28日：神聖蘇丹國際機場（英语：Hazret Sultan International Airport）啟用。

### 10月
- 10月21日：國泰港龍航空結業停航。
- 10月29日：發生2020年中華民國空軍F-5E戰鬥機墜毀事故，導致機上1人死亡。
- 10月31日：柏林勃蘭登堡機場啟用，原有的柏林-舍訥費爾德機場則於10月25日關閉，而柏林-泰格爾奧托·利林塔爾機場則於11月8日關閉。

### 11月
- 11月8日：發生2020年安邦直升機空中相撞事故，導致機上2人死亡。
- 11月9日：發生2020年俄軍直升機擊落事件，導致機上2人死亡。
- 11月17日：發生2020年中華民國空軍F-16戰鬥機失蹤事故，失蹤至今。

### 12月
- 12月5日：日本亞洲航空停運。
- 12月11日：英特捷特航空停運。
- 12月18日：重慶市武隆區重慶仙女山機場啟用。
- 12月26日：新疆維吾爾自治區和田地區于田萬方機場啟用。

1. ↑  . 香港01. 2020-01-27  [2024-07-25]. （原始内容存档于2025-01-20） （中文（香港））.
2. ↑  . Airbus.   [2024-07-25]. （原始内容存档于2021-07-30） （英语）.